# بشر بن الوليد
بشر بن الوليد (ولد حوالي سنة 150- وتوفي سنة 238 هـ) .
هو: بشر بن الوليد بن خالد أبو الوليد الكندي الإمام، العلامة، المحدث، الصادق، قاضي العراق، أبو الوليد الكندي، الحنفي. 
روى بشر بن الوليد الكندي، عن أبي يوسف كتبه، وولي قضاء بغداد في الجانبين، فسعى به رجل إلى الدولة، وقال: إنه لا يقول بخلق القرآن. فأمر به المعتصم أن يحبس في داره، ووكل ببابه، فلما استخلف المتوكل، أمر بإطلاقه. 